# Kavra
Kavra – gaun wikas samiti w zachodniej części Nepalu w strefie Rapti w dystrykcie Salyan. Według nepalskiego spisu powszechnego z 2011 roku liczył on 733 gospodarstwa domowe i 3525 mieszkańców (1871 kobiet i 1654 mężczyzn).